# Arthur Levinson
Arthur D. Levinson (ur. 31 marca 1950 r. w Seattle, USA) – przewodniczący zarządu firm Genentech (od 1999) i Apple (od 2011, po zmarłym Stevie Jobsie), członek zarządu Hoffmann-La Roche i innych firm. W latach 2004–2009 był też w zarządzie firmy Google. 
Z wykształcenia jest biochemikiem, doktorat uzyskał na Princeton University w roku 1977. Po odbyciu stażu podoktorskiego na University of California w San Francisco, w roku 1980 został zatrudniony jako naukowiec w Genentech, gdzie awansował kolejno aż do objęcia stanowiska przewodniczącego zarządu w roku 1995.